# Leben
Leben je priimek več znanih Slovencev:

## Znani nosilci priimka
- Andrej Leben (*1966), literarni zgodovinar, publicist in prevajalec, univ. prof. v Gradcu
- Anton Leben, stavbar (19. stol.)
- Boštjan Leben (*1968), kitarist, multiinstrumentalist in skladatelj
- Breda Cigoj Leben (1922—2016), literarna zgodovinarka, romanistka, prevajalka
- France Leben (1928—2002), arheolog, jamar
- Jure Leben (*1981), slovenski politik
- Klemen Leben (*1983), klasični harmonikar - akordeonist, skladatelj, dirigent, improvizator, pedagog in raziskovalec
- Nika Leben (*1952), umetnostna zgodovinarka, konservatorka
- Nika Leben, biologinja, zavetišče za eksotične živali na Bledu
- Petra Leben Seljak (*1959), historična antropologinja, osteologinja, domoznanka
- Stanislav Leben (1938—2006), baletni plesalec, koreograf
- Stanko Leben (1897—1972), esejist in prevajalec, germanist, univ. prof.
- Tatjana Leben (*1965), organistka (orglavka), orgelska pedagoginja
- Vladimir Leben (*1971), umetnik (slikar, filmski animator..)